# 福沢村 (神奈川県)
福沢村（ふくざわむら）は、神奈川県足柄上郡に存在した村。現在の南足柄市北東部に位置した。

## 地理
- 川：酒匂川

## 歴史

### 村名の由来
福沢諭吉がしばしば来訪したことによる。

### 沿革
- 1889年（明治22年）4月1日 - 町村制の施行により、怒田村、小市村、斑目村、千津島村、壗下村、竹松村、岡野村の区域の内、飛地の区域及び和田河原村の区域の内、飛地の区域の区域をもって、福沢村が発足する。
- 1955年（昭和30年）4月1日 - 南足柄町、福沢村、岡本村及び北足柄村の区域の内、大字内山及び矢倉沢の区域が合併して、改めて南足柄町が発足する。